# Вурмат (Селница об Драви)
Вурмат (словен. Vurmat) је насељено место у општини Селница об Драви, Подравска регија, Словенија. Део је насеља Вурмат, које је административним границама подељено на два насеља: Вурмат (Подвелка, Корушка регија) и Вурмат (Селница об Драви, Подравска регија).

## Историја
До територијалне реорганизације у Словенији био је у саставу старе општине Руше.

## Становништво
У попису становништва из 2011. године, Вурмат је имао 23 становника.
| Број становника према пописима | Број становника према пописима | Број становника према пописима |
| ------------------------------ | ------------------------------ | ------------------------------ |
| 1991                           | 2002                           | 2011                           |
| 96                             | 31                             | 23                             |

Напомена: Године 1994. смањен за део насеља који је заједно са издвојеним деловима из насеља Градишче на Козјаку, Велики Боч и Згорњи Боч спојен у ново самостално насеље Свети Дух на Острем врху.